# Let LF-109 Pionýr
Let LF-109 Pionýrr – czechosłowacki dwumiejscowy szybowiec szkolenia podstawowego z połowy XX w.

## Historia
Koncepcja szybowca powstała w 1948 r. Na podstawie szybowca LF-107 Luňák opracowano projekt maszyny mającej łączyć cechy szybowca podstawowego szkolenia i wyczynowego. Z załogą dwuosobową maszyna, wg wyliczeń konstruktorów, miała mieć doskonałość rzędu 22 i minimalne opadanie 0,9 m/s.
Zarys projektu został przedstawiony osobom odpowiedzialnym za szkolenie czechosłowackich szybowników, którzy ocenili go krytycznie. Zgłosili zapotrzebowanie na zbudowanie prostej konstrukcji, taniej, łatwej w pilotażu oraz codziennym użytkowaniu. Zespół konstruktorów, kierowany przez Vladimíra Štrosa, uwzględnił ich uwagi przy budowie prototypu. Oblotu pierwszego prototypu dokonał Břetislav Roček 8 marca 1950 r. Zebrane doświadczenia zastosowano w drugim prototypie, który oblatano rok później. Produkcja seryjna Pionýra ruszyła w 1952 r. W zakładach Let Kunovice i Orličan Choceň wyprodukowano 470 egzemplarze tego szybowca, z czego 74 trafiły na eksport do NRD, Chin, Bułgarii, Indonezji, Syrii, Indii, Kanady, Egiptu, Mongolii, Austrii i ZSRR.
Szybowiec charakteryzował się łatwością pilotażu i zbliżonym osiągami niezależnie od liczebności załogi. Z uwagi na przewidywaną eksploatację w warunkach polowych postawiono na jego niski koszt zakupu, nieskomplikowaną konstrukcję oraz łatwość naprawy. 
Dokumentacja Pionýra została zakupiona przez ZSRR, po zmodyfikowaniu w 1955 r. był produkowany jako KAI-12 Primorec.

## Konstrukcja
Dwuosobowy szybowiec szkolenia podstawowego.
Skrzydło o profilu NACA 43012, jednodźwigarowe z małym dźwigarkiem pomocniczym, o konstrukcji drewnianej i obrysie prostokątnym z lekkim skosem do przodu (-1,5°). Wyposażone w szczelinowe lotki i hamulce aerodynamiczne umieszczone po obu powierzchniach płata. Do dźwigara kryty sklejką, dalej płótnem. Podparty pojedynczym zastrzałem. Kadłub o konstrukcji kratownicowej, wykonany z rur stalowych i drewna, kryty płótnem. Kabina załogi zakryta, osłona wykonana ze szkła organicznego, otwierana na prawą stronę. Uczeń zajmował przedni fotel, instruktor drugi, który umieszczono powyżej miejsca ucznia. Szybowiec miał jedną tablicę przyrządów, widoczną dla obu członków załogi. Znajdowały się na niej: prędkościomierz, zakrętomierz, wariometr, chyłomierz, wysokościomierz i busola. Usterzenie wolnonośne o konstrukcji drewnianej. Statecznik poziomy zamocowany na kadłubie, jednodźwigarowy, kryty sklejką. Statecznik pionowy zbudowany jako część konstrukcji kratownicowej kadłuba. Podwozie jednotorowe złożone z przedniej płozy amortyzowanej gumowo, kółka o średnicy 350 x 135 mm umieszczonego za środkiem ciężkości i amortyzowanego za pomocą lin gumowych oraz płozy ogonowej.